# Васильєв Микола Михайлович (офіцер)
Микола Михайлович Васильєв (рос. Николай Михайлович Васильев; 20 червня 1978, Ахтубінськ, РРФСР — 11 січня 2023, Кремінна, Україна) — російський офіцер, майор ПДВ РФ. Герой Російської Федерації.

## Біографія
В 1995 році закінчив ахтубінську середню загальноосвітню школу №4. В тому ж році вступив в Рязанське повітрянодесантне командне училище. Після закінчення училища 2000 році направлений в 76-ту десантно-штурмову дивізію. Через певний час звільнився в запас.
Восени 2022 року призваний в армію і призначений заступником командира батальйону з повітряно-десантної підготовки 234-го десантно-штурмового полку. Учасник вторгнення в Україну. Загинув у бою.

## Нагороди
- Медаль Суворова (29 липня 2002)
- Медаль «За військову доблесть» 2-го і 1-го ступеня
- Медаль «Генерал армії Маргелов»
- Медаль «За відзнаку у військовій службі» 3-го і 2-го ступеня (15 років)
- Звання «Герой Російської Федерації» (17 квітня 2023, посмертно) — «за мужність і героїзм, проявлені під час виконання військового обов'язку.» 24 травня медаль «Золота зірка» була передана рідним Васильєва в залі Уряду Псковської області.

## Вшанування пам'яті
24 травня 2023 року на Алеї слави 234-го десантно-штурмового полку в Пскові була встановлена меморіальна дошка.